# 香川大学教育学部附属高松中学校
香川大学教育学部附属高松中学校（かがわだいがくきょういくがくぶふぞくたかまつちゅうがっこう）は、香川県高松市に所在する香川大学教育学部附属の国立中学校。

## 沿革
- 1890年（明治23年）9月　-　香川県尋常師範学校の附属小学校として現香川大学教育学部附属高松小学校開校
- 1947年（昭和22年）4月1日 - 香川師範学校男子部附属高松中学校開校
- 1948年（昭和23年）4月22日 - 附属小学校新校舎移転
- 1949年（昭和24年）4月1日 - 香川大学香川師範学校附属高松中学校と改称
- 1951年（昭和26年）4月1日 - 香川大学学芸部附属高松中学校と改称
- 1966年（昭和41年）4月1日 - 香川大学教育学部附属高松中学校と改称
- 1974年（昭和49年）2月 - 現在地に移転
- 2004年（平成16年）4月1日 - 国立大学法人化
- 2012年（平成24年）4月 - 3学期制を導入

## 著名な卒業生
- 千々岩力（法学者）
- 平井卓也（衆議院議員元デジタル改革担当大臣）
- 金森越哉（元文科官僚、東京歯科大学理事）
- 兼元俊徳（元国際刑事警察機構総裁、内閣情報官）
- 堀家久靖（元気象庁次長）
- 渡辺修（元通産事務次官）
- 藤本孝雄（元厚生大臣）
- 森棟公夫（京都大学教授）
- 福川裕徳（一橋大学教授）
- 浅野健一（同志社大学教授）
- 遠藤啓吾（京都医療科学大学長）
- 内海善雄（元ITU事務総局長）
- 小早川龍司（元日弁連副会長）
- 加藤秀樹（構想日本代表理事、元大蔵官僚）
- 古竹孝一（いすみ鉄道社長、日新タクシー会長）
- 鴨居真理子（アナウンサー）
- 福田幹大（音楽ディレクター）
- 藤澤恵麻（女優）
- 宇佐美天彗（YouTuber）
- 松家卓弘（元プロ野球選手）
- 高谷時彦（建築家）
- 多田羅りか（フリーアナウンサー）
- 高城修三（作家）
- 羽立光来（宝塚歌劇団）
- 森田遥（プロゴルファー）

## アクセス
- 高松琴平電気鉄道琴平線太田駅下車20分
- ことでんバス香川中央高校・日生ニュータウン線（行先No.33/35）鹿角バス停下車4分
登下校時には急行附属中学校発着便が運行される。